# Секрет (фильм, 2020)
«Секрет» (англ. Secret: Dare to Dream) — американский драматический фильм 2020 года, основанный на книге «Секрет» Ронды Бирн. Режиссёром выступил Энди Теннант.
Фильм вышел в США 31 июля 2020 года на видео по запросу. Получил в основном отрицательные отзывы критиков.

## Сюжет
Действие фильма разворачивается в Новом Орлеане. Миранда Уэллс, молодая вдова, которая пытается вырастить троих детей. Брэй, таинственный доброжелатель, помогает ей восстановить дом, пострадавший от урагана. Вскоре Брэй становится другом семьи. Миранда догадывается, что какой-то удивительный секрет стоит за его появлением.

## В ролях
- Кэти Холмс — Миранда Уэллс
- Джош Лукас — Брэй Джонсон
- Джерри О’Коннелл — Такер
- Селия Уэстон — Бобби
- Сара Хоффмайстер — Мисси Уэллс
- Сидней Теннант — Слоан

## Производство
В августе 2017 года было объявлено, что к актёрскому составу фильма присоединилась Кэти Холмс, а Энди Теннант выступит режиссёром. Книга была переведена на 50 языков и в течение 190 недель фигурировала в списке бестселлеров New York Times. В сентябре 2018 года к актёрскому составу фильма присоединился Джош Лукас. В ноябре 2018 года к актёрскому составу фильма присоединились Джерри О’Коннелл и Селия Уэстон.

### Съёмки
Съёмки начались 30 октября 2018 года в Новом Орлеане.

## Выпуск
Из-за пандемии COVID-19 кинопрокат фильма так и не состоялся. Вместо этого он стал доступен через видео по запросу с 31 июля 2020 года.

## Критика
На агрегаторе рцензий Rotten Tomatoes фильм имеет рейтинг одобрения 28 % на основе 54 обзоров со средневзвешенным значением 4,7 из 10. На Metacritic фильм имеет средневзвешенную оценку 32 из 100, основанную на 11 критиках, что указывает на «в целом неблагоприятные отзывы».